# Casas de Ramón de la Sota
Las Casas de Ramón de la Sota, Casas de Sota o Edificio Sota constituyen un gran edificio o conjunto de casas ubicadas en el número 45 de la Gran Vía de Bilbao, en pleno Ensanche, en proximidad a la Plaza Federico Moyúa.

## Historia
Construido como residencia de la burguesía bilbaína de principios del siglo XX, tiene un estilo regionalista, con influencias montañesas. Destaca la fachada compuesta de galerías con arcos, aleros y ventanas ricamente ornamentadas. Su promotor fue el empresario vasco Ramón de la Sota y su arquitecto Manuel María Smith, el cual las proyectó en 1919.
Tras sufrir una profunda remodelación, son en la actualidad casas de viviendas, oficinas y locales comerciales.